# Čekiškė
Čekiškė is een plaats in de gemeente Kaunas in het Litouwse district Kaunas. De plaats telt 734 inwoners (2001).